# Министар рада и борачко-инвалидске заштите Републике Српске
Министар рада и борачко-инвалидске заштите Републике Српске је одговорно лице које води и представља Министарство рада и борачко-инвалидске заштите Републике Српске. Садашњи министар рада и борачко-инвалидске заштите Републике Српске је Душко Милуновић.

## Надлежности
Министар рада и борачко-инвалидске заштите Републике Српске у оквиру својих овлашћења: представља министарство, руководи министарством и одговоран је за радне активности унутар њега, за материјално-финансијско пословање министарства, као и за рад републичких органа и управа под јурисдикцијом министарства.

## Историја
Милорад Додик, у својству председника Владе Републике Српске, на 37. посебној сједници Владе Републике Српске од 27. марта 2009. године донио је Одлуку о именовању Радета Ристовића за министра рада и борачко-инвалидске заштите у Влади Републике Српске. Раде Ристовић је положио заклетву на сједници Народне Скупштине Републике Српске 7. априла 2009. године.

## Бивши министри
- Миленко Савановић
- Петар Ђокић
- Бошко Томић
- Мићо Мићић
- Раде Ристовић, до 29. децембра 2010.